# Yolanda Ventura
Yolanda Ventura Román (Barcelona, 21 de octubre de 1968) es una primera actriz y cantante hispanomexicana conocida por haber sido integrante del grupo musical español Parchís.

## Biografía
Yolanda Ventura nació en 1968 en Barcelona, España, en un ambiente ligado a la música y el espectáculo, dado que es hija de un conocido músico catalán, el trompetista Rudy Ventura. A los 10 años le llegó la popularidad como integrante del grupo Parchís (en ese entonces conocida como "La ficha amarilla") formado en Barcelona en 1979 y que sería el grupo musical infantil más popular de España e Hispanoamérica durante más de un lustro. Con Parchís grabó varios discos con ventas millonarias, rodó siete películas y recorrió España y Latinoamérica.
Al salir del grupo en 1985, dejó en un segundo plano la canción para centrarse en su carrera como actriz, encontrando acomodo en los primeros 90 en la cadena mexicana Televisa. Se estableció así en dicho país, en el que poco después contrajo matrimonio con el también actor Alejandro Aragón, del cual ahora está divorciada. Es madre de un hijo del mismo nombre. Actualmente sostiene una relación con el también actor Odiseo Bichir. Es prima del guionista Joaquín Oristrell.
Ha trabajado como actriz en diferentes telenovelas, serie de TV, películas, teatro y en 2013 fue portada de la edición mexicana de la revista Playboy.

## Trayectoria

### Telenovelas
- Amor de nadie (1990-1991) - Astrid
- Muchachitas (1991-1992) - Gloria López
- El abuelo y yo (1992) - Teresa
- Corazón salvaje (1993-1994) - Azucena
- La paloma (1995) - Lilia Rivero
- El diario de Daniela (1998-1999) - Natalia Navarro Monroy
- Carita de ángel (2000-2001) - Julieta
- Atrévete a olvidarme (2001) - Liliana
- Cómplices al rescate (2002) - Clarita Torres
- ¡Vivan los niños! (2002-2003) - Dolores Herrera
- Bajo la misma piel (2003-2004) - Macarena Montiel
- Amy, la niña de la mochila azul (2004) - Angélica de Hinojosa
- Piel de otoño (2005) - Mayté Gómez
- Contra viento y marea (2005) - Isabel Santoveña
- Yo amo a Juan Querendón (2007-2008) - Laura Berrocal
- En nombre del amor (2008-2009) - Angélica Ciénega Ferrer
- Cuando me enamoro (2010-2011) - Karina Aguilar
- La que no podía amar (2011) - Gloria
- Amor bravío (2012) - Piedad Martínez
- Quiero amarte (2013-2014) - Genoveva
- Mujeres de negro (2016) - Giovanna
- Rosario Tijeras (2018) - Andrea Peralta
- La piloto (2018)  - León
- Fuego ardiente (2021) - Pilar Ortiz de Ferrer[2]
- S.O.S me estoy enamorando (2021-2022) - Elsa Ávila de Fernández[3]
- Pienso en ti (2023) - Daniela Avendaño
- Mi amor sin tiempo (2024) - Lucía[4]

### Series
- Platos rotos (1985-1986) - Mariel
- Desafío (1990)
- La rosa de Guadalupe (2009-2016) - Sagrario / Dafne / Lula / Yadhira / Raquel / Nadia / María / Angélica/Alejandra
- Como dice el dicho (2011-2021) - Marcela / Madre Teresa / Alondra / Maricarmen / Elisa / Carlota / Rosalba
- Mujeres asesinas (2022) - Inés, capítulo "Las bodas de plata"
- Esta historia me suena (2023) - Fabiana[5]

### Cine
- Ritmo a todo color - Yolanda - (Máximo Berrondo, 1980)
- La guerra de los niños - Yolanda - (Javier Aguirre Fernández, 1980)
- Su majestad la risa - Yolanda - (Ricardo Gascón, 1981)
- Los Parchís contra el inventor invisible - Yolanda - (Mario Sábato, 1981)
- La segunda guerra de los niños - Yolanda - (Javier Aguirre Fernández, 1981)
- Las locuras de Parchís - Yolanda - (Javier Aguirre Fernández, 1982)
- La magia de los Parchís - Yolanda - (Mario Sábato, 1982)
- La gran aventura de los Parchís - Yolanda - (Mario Sábato, 1982)
- Parchís entra en acción - Yolanda - (Javier Aguirre Fernández, 1983)
- La noche de la ira - Ana - (Javier Elorrieta, 1986)
- ¿De qué se ríen las mujeres? - Abuela - (Joaquín Oristrell, 1997)
- Dos gallos de oro (Mario Hernández, 2002)
- El club de los idealistas - Elena - (Marcelo Tobar, 2020)

### Teatro
- Los monólogos de la vagina (2018)
- Bajo terapia México (2017) - Andrea
- Quiero ser una chica Almodóvar (2015)
- Cheka tu mail (2013)
- Palabras cruzadas (2007)

## Premios y nominaciones

### Premios TVyNovelas
| Año  | Categoría                 | Telenovela      | Resultado |
| ---- | ------------------------- | --------------- | --------- |
| 1994 | Mejor revelación femenina | Corazón salvaje | Nominada  |

### Premios de la Asociación de Cronistas y Periodistas Teatrales (ACPT)
| Año  | Categoría                          | Obra de Teatro    | Resultado |
| ---- | ---------------------------------- | ----------------- | --------- |
| 2007 | Mejor actriz en obra de vanguardia | Palabras cruzadas | Ganadora  |

### Premios de la Agrupación de Periodistas Teatrales (APT)
| Año  | Categoría               | Obra de Teatro | Resultado |
| ---- | ----------------------- | -------------- | --------- |
| 2013 | Mejor actriz de comedia | Cheka tu mail  | Nominada  |